# Miguel Carabajal
Miguel Ángel Bruchmann Carabajal (Santiago del Estero, 12 de agosto de 1987) conocido como Miguel Carabajal es un teólogo y artista argentino multifacético:  cantante , pintor abstractoy sacerdote anglicano  que reside en España. Cuenta con un estilo clásico, sencillo y lleno de contenido, logrando una sonoridad y un estilo propio. En lo musical, se destaca capacidad interpretativa en español, portugués, italiano y guaraní en las obras que componen su repertorio. Cuenta además con una prolífica obra pictórica de arte abstracto, un Bachillerato en Arte Contemporáneo y una licenciatura en Teología Espiritual por el Ateneo Pontificio Regina Apostolorum de Roma.
Ganó varios premios en certámenes y festivales y ha compartido escenario o realizado grabaciones con músicos como Cuti Carabajal, Dúo Coplanacu, Yamila Cafrune, Javier Calamaro, Ibrahim Ferrer Jr. Etc

## Trayectoria
Su camino musical se inicia en su infancia alrededor de los 4 años imitando el modo de tocar el bombo legüero de un abuelo. A los 7 años se iniciaría de forma autodidacta en la guitarra.En su adolescencia es formado por la Congregación de los Legionarios de Cristo hasta su ingreso al seminario. Profesionalmente comenzó a transitar su carrera artística cuando tenía 18 años. En ese momento vivía en Posadas. En un encuentro de jóvenes valores mostró su talento, y eso bastó para llamar la atención de la gente del ambiente musical. Lo invitaron a participar de un certamen en el que compitió con 55 bandas y resultó ganador. De allí nació su primer trabajo discográfico, Garganta de Pueblo. Convencido de que su misión en la vida era cantar se dispuso a recorrer el mundo con sus melodías. Residió en Suiza por el año 2009.
Destaca por su interpretación, así como también por la dinámica y la fluidez escénica en sus conciertos unipersonales, íntimos y masivos. En su haber hay dos placas discográficas oficiales, "Garganta de Pueblo" (2007) y "Grito Santiagueño" (2015), y una numerosa serie de simples, participaciones y producciones audiovisuales. Ha recorrido Argentina, Paraguay, Uruguay, Brasil, Suiza, Francia, España, Portugal, Italia, Vaticano, Alemania y los Estados Unidos en giras, conferencias y conciertos, compartiendo escenarios y experiencias musicales con los artistas de la escena argentina y latinoamericana.
Hasta finales de 2020 vivió en la ciudad de Córdoba. Actualmente está radicado en Valencia, España

## Discografía
Ha lanzado dos placas discográficas oficiales por Edén e Indiefy: 
- "Garganta de Pueblo" (2007)[4]
- "Aquí Estoy" (2009)
- "Cristo Niño" (2011)

- "Grito Santiagueño" (2015)[3]

- "Tocando al Frente" (2021)[10]

## Distinciones
- Consagración del Certamen Internacional "El Sueño de tu vida" (2006)[11]

- Price Hispanic Flamenco Foundation (HFF & HFB) "Golden Voice" (2013)[12]
- Nominación Mejor Artista Joven de Folklore Premios Gardel (2016)[13]

- "Mención de Honor Juana Azurduy de Padilla" (2018)
- Mención Honorífica «Ordre des Arts et des Lettres»  (2019)